# Греков, Александр Матвеевич (генерал)
Алекса́ндр Матве́евич Гре́ков (1832 или 1 августа 1839, станица Луганская — 20 февраля 1917, Новочеркасск) — генерал от кавалерии.

## Биография
Происходил из дворян области Войска Донского, казак станицы Луганской Донецкого округа.
В 1858 году окончил Михайловское артиллерийское училище, служил прапорщиком в лейб-гвардии Донской батарее. По окончании Михайловской артиллерийской академии (1861) служил при штабе генерал-фельдцейхместера, с 21 октября 1863 по 9 октября 1865 года преподавал в классе Донских урядников.
С 1866 года — командир 2-го дивизиона гвардейской батареи. С 17 апреля 1869 — войсковой есаул Войска Донского, затем служил в лейб-гвардии Казачьем полку (30.8.1870 — 12.6.1877), с 1874 — член комитета иррегулярных войск. В 1877 году зачислен по войску, с 1878 служил в лейб-гвардии Сводно-казачьем полку. С 7 июня 1882 года — помощник председателя областного войска Донского приказа общественного призрения, с 1888 — член комитета по пересмотру казачьих законоположений. 2 июня 1893 года назначен помощником, 31 января 1903 — старшим помощником по гражданской части войскового наказного атамана. 4 августа 1910 года вышел в отставку с производством в генералы от кавалерии.
Воинские звания
- 30.11.1859 подпоручик
- 19.9.1861 поручик
- 4.4.1865 штабс-капитан (30.8.1870 переименован в штабс-ротмистры)
- 8.4.1873 ротмистр
- 13.4.1875 полковник
- 6.5.1885 генерал-майор[4]
- 14.5.1896 генерал-лейтенант[1][4]
- 4.8.1910 генерал от кавалерии.

Участвовал в составлении «Нового систематического сборника правительственных распоряжений по казачьим войскам» (1878). В числе его публикаций (псевдоним Казак):
- Воинская повинность Донского казачьего войска в прежнее и настоящее время // Воен. Сб. — 1876.
- Заметка о донской конной артиллерии // Арт. Жур. — 1867.

Похоронен в Новочеркасске.

### Семья
Дед — Пётр Матвеевич Греков (1762—1817/1818) — генерал-майор, сподвижник А. В. Суворова, участник Наполеоновских войн.
Отец — Матвей Петрович Греков.
Жена — Мария Табари́.

## Награды
- орден Св. Александра Невского
- орден Св. Станислава 3-й ст.
- орден Св. Анны 3-й ст.
- орден Св. Станислава 2-й ст.
- орден Св. Владимира 4-й ст.
- орден Св. Анны 2-й ст.
- орден Св. Владимира 3-й ст.
- орден Св. Станислава 1-й ст.
- орден Св. Анны 1-й ст.
- орден Св. Владимира 2-й ст.
- персидский орден Льва и Солнца 1-й ст.
- бухарский орден Золотой звезды 1-й ст.